# Mahognysnapper
Mahognysnapper (Lutjanus mahogoni) är en fisk i familjen Lutjanidae, vars medlemmar ofta kallas snappers, som finns längs Amerikas östkust från North Carolina i USA till norra Brasilien.

## Utseende
Mahognysnappern har en tämligen hög kropp samt en ryggfena som består av två delar, en styv med 10 taggstrålar, och en mjukare med 11 eller vanligtvis 12 mjukstrålar. Även analfenan har liknande uppbyggnad, med 3 taggstrålar och 8 mjukstrålar. Arten har grå till mörkt olivfärgad rygg och ovansida, som gradvis övergår till silvervitt på nederdelen och buken. Vanligen har den ett rödaktigt skimmer över hela kroppen. Under den bakre delen av ryggfenan har den en stor, mörk fläck. Fenorna är gulaktiga till röda, stjärtfenan med en mörk kant. Munnen har underbett, och stjärtfenan är svagt urgrupen. De stora ögonen är klarröda.
Arten kan som mest bli 38 cm lång och väga 1,3 kg, men är vanligen klart mindre.

## Vanor
Mahognysnappern lever i klart, varmt vatten över klippbottnar och korallrev, mera sällan över sand- eller sjögräsbottnar. Den kan gå ner till 100 m, men föredrar grunt vatten. Nattetid jagar den småfisk, bläckfiskar, räkor och krabbor. Under dagen bildar den ofta stora stim.

### Fortplantning
Arten leker under maj till juli. Äggen, som kläcks inom ett dygn, och de unga larverna är pelagiska.

## Utbredning
Utbredningsområdet omfattar västra Atlanten längs Amerikas kust från North Carolina i USA över Mexikanska golfen och Västindien till nordöstra Brasilien.

## Betydelse för människan
Mahognysnappern är en populär mat- och sportfisk. Fångsten sker framför allt med ljuster, mjärdar, nät och fiskspö. Köttet saluförs i regel färskt. Det kan emellertid ge upphov till ciguateraförgiftning.